# 風筒

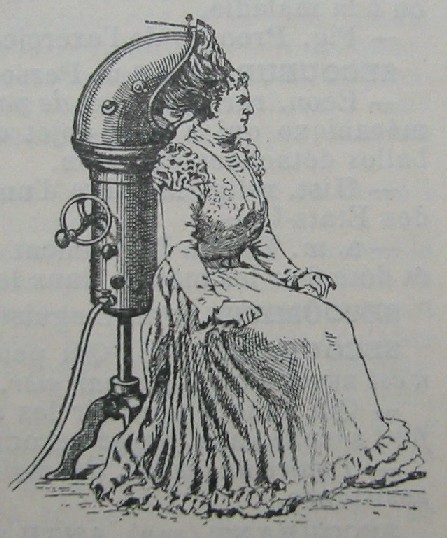
20世紀初的風筒

風筒是一種可將頭髮吹乾的電器，在19世紀末發明。現代風筒以電動方式加速空氣流動速度，故產生風，並同時提高空氣溫度的機械裝置。大部分的風筒都會經過發熱線吹出熱風，加速水份蒸發，而冷風則對頭髮的傷害相對地小。
吹風機吹出來的風，是攜帶提高動能的空氣分子，在碰撞微小水珠表面的水分子的過程中轉移動能，使之打斷水分子之間的氫鍵，脫離原本附著的表面(即蒸發)，頭髮因而變乾。如吹出的是熱風，其能量更能提高空氣分子與水分子震盪與碰撞的能量，並加速蒸發，所以增加乾燥的效率。
工業用途的吹風機常稱為熱風槍，運作原理相同，但風量通常較小、吹出的熱風溫度較高，在電子業常用來解焊電子零件。

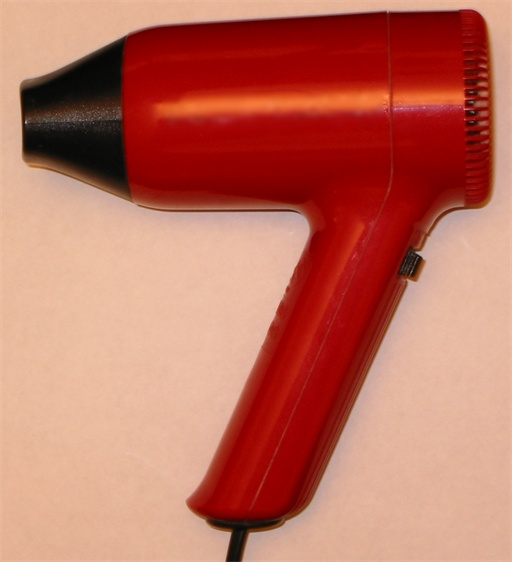
比較現代的風筒